# NGC 1375
NGC 1375 ist eine linsenförmige Galaxie vom Hubble-Typ SB0 im Sternbild Fornax am Südsternhimmel, die schätzungsweise 28 Millionen Lichtjahre von der Milchstraße entfernt ist. Die Entfernungsmessungen basierend auf den Radialgeschwindigkeiten stimmen nicht mit den rotverschiebungsunabhängigen Entfernungsschätzungen von 59 ± 9 Millionen Lichtjahren überein. Unter der Katalognummer FCC 148 ist sie als Mitglied des Fornax-Galaxienhaufens gelistet.
Im selben Himmelsareal befinden sich u. a. die Galaxien NGC 1373, NGC 1374, NGC 1378, NGC 1379.
Das Objekt wurde am 29. November 1837 von dem Astronomen John Herschel mit einem 48-cm-Teleskop entdeckt.